# Hockey sur gazon aux Jeux olympiques d'été de 1956
Navigation
Helsinki 1952 Rome 1960
Le tournoi masculin de hockey sur gazon aux Jeux olympiques d'été de 1956 se tient à Melbourne, en Australie, du 23 novembre au 6 décembre 1956. L'ensemble des matchs ont lieu au sein du Melbourne Cricket Ground. Il s'agit de la huitième édition de ce tournoi depuis son apparition au sein du programme olympique lors des Jeux de 1908 ayant eu lieu à Londres.

## Acteurs du tournoi

### Arbitres
La Fédération internationale de hockey sur gazon a sélectionné 20 arbitres pour le tournoi :
| - MAS K. Aryaduray - AUS A. Atkins - AUS A. G. Cowan - GBR M. G. Cowlishaw - MAS V. T. Duray | - IND B. N. Ghosh - IND Gian Singh - NZL K. Hamilton - AUS R. Hansen - IND Harbail Singh | - AUS L. La Mothe - KEN Mahan Singh - AUS R. W. Moyse - AUS J. McDowell - RFA E. L. Nack | - NZL W. A. Scott - RFA F. Staake - AUS N. W. Symons - AUS K. Wilson - NZL J. D. Tizard |

## Premier tour

### Groupe A

#### Classement
| Rang | Équipe      | Pts | J | G | N | P | Bp | Bc | Diff |
| ---- | ----------- | --- | - | - | - | - | -- | -- | ---- |
| 1    | Inde        | 6   | 3 | 3 | 0 | 0 | 36 | 0  | +36  |
| 2    | Singapour   | 4   | 3 | 2 | 0 | 1 | 11 | 7  | +4   |
| 3    | Afghanistan | 2   | 3 | 1 | 0 | 2 | 5  | 20 | -15  |
| 4    | États-Unis  | 0   | 3 | 0 | 0 | 3 | 2  | 27 | -25  |

#### Matchs
| 26 novembre 1956  | Singapour | 6 - 1   | États-Unis |                                                                           |                                                                           |
| 11h30 (UTC+10:00) |           | (3 - 1) |            | Melbourne Cricket Ground, Melbourne Arbitrage : L. La Mothe / R. W. Moyse | Melbourne Cricket Ground, Melbourne Arbitrage : L. La Mothe / R. W. Moyse |

| 26 novembre 1956  | Inde | 14 - 0  | Afghanistan |                                                                       |                                                                       |
| 14h30 (UTC+10:00) |      | (3 - 0) |             | Melbourne Cricket Ground, Melbourne Arbitrage : A. Atkins / R. Hansen | Melbourne Cricket Ground, Melbourne Arbitrage : A. Atkins / R. Hansen |

| 28 novembre 1956  | Singapour | 5 - 0   | Afghanistan |                                                                          |                                                                          |
| 11h30 (UTC+10:00) |           | (4 - 0) |             | Melbourne Cricket Ground, Melbourne Arbitrage : N. W. Symons / K. Wilson | Melbourne Cricket Ground, Melbourne Arbitrage : N. W. Symons / K. Wilson |

| 28 novembre 1956  | Inde | 16 - 0  | États-Unis |                                                                           |                                                                           |
| 14h30 (UTC+10:00) |      | (6 - 0) |            | Melbourne Cricket Ground, Melbourne Arbitrage : Mahan Singh / W. A. Scott | Melbourne Cricket Ground, Melbourne Arbitrage : Mahan Singh / W. A. Scott |

| 30 novembre 1956  | Inde | 6 - 0   | Singapour |                                                                           |                                                                           |
| 11h30 (UTC+10:00) |      | (3 - 0) |           | Melbourne Cricket Ground, Melbourne Arbitrage : L. La Mothe / V. T. Duray | Melbourne Cricket Ground, Melbourne Arbitrage : L. La Mothe / V. T. Duray |

| 30 novembre 1956  | Afghanistan | 5 - 1   | États-Unis |                                                                           |                                                                           |
| 14h30 (UTC+10:00) |             | (2 - 1) |            | Melbourne Cricket Ground, Melbourne Arbitrage : A. G. Cowan / R. W. Moyse | Melbourne Cricket Ground, Melbourne Arbitrage : A. G. Cowan / R. W. Moyse |

### Groupe B

#### Classement
| Rang | Équipe          | Pts | J | G | N | P | Bp | Bc | Diff |
| ---- | --------------- | --- | - | - | - | - | -- | -- | ---- |
| 1    | Grande-Bretagne | 4   | 3 | 1 | 2 | 0 | 5  | 4  | +1   |
| 2    | Australie       | 4   | 3 | 2 | 0 | 1 | 6  | 4  | +2   |
| 3    | Malaisie        | 2   | 3 | 0 | 2 | 1 | 5  | 6  | -1   |
| 4    | Kenya           | 2   | 3 | 0 | 2 | 1 | 2  | 4  | -2   |

#### Matchs
| 23 novembre 1956  | Grande-Bretagne | 2 - 2   | Malaisie |                                                                          |                                                                          |
| 11h30 (UTC+10:00) |                 | (1 - 1) |          | Melbourne Cricket Ground, Melbourne Arbitrage : Gian Singh / W. A. Scott | Melbourne Cricket Ground, Melbourne Arbitrage : Gian Singh / W. A. Scott |

| 23 novembre 1956  | Australie | 2 - 0   | Kenya |                                                                          |                                                                          |
| 14h30 (UTC+10:00) |           | (1 - 0) |       | Melbourne Cricket Ground, Melbourne Arbitrage : E. L. Nack / K. Hamilton | Melbourne Cricket Ground, Melbourne Arbitrage : E. L. Nack / K. Hamilton |

| 24 novembre 1956  | Grande-Bretagne | 1 - 1   | Kenya |                                                                             |                                                                             |
| 16h00 (UTC+10:00) |                 | (1 - 1) |       | Melbourne Cricket Ground, Melbourne Arbitrage : Harbail Singh / K. Hamilton | Melbourne Cricket Ground, Melbourne Arbitrage : Harbail Singh / K. Hamilton |

| 25 novembre 1956  | Australie | 3 - 2   | Malaisie |                                                                          |                                                                          |
| 16h00 (UTC+10:00) |           | (2 - 1) |          | Melbourne Cricket Ground, Melbourne Arbitrage : Gian Singh / B. N. Ghosh | Melbourne Cricket Ground, Melbourne Arbitrage : Gian Singh / B. N. Ghosh |

| 28 novembre 1956  | Malaisie | 1 - 1   | Kenya |                                                                        |                                                                        |
| 16h00 (UTC+10:00) |          | (0 - 1) |       | Melbourne Cricket Ground, Melbourne Arbitrage : E. L. Nack / F. Staake | Melbourne Cricket Ground, Melbourne Arbitrage : E. L. Nack / F. Staake |

| 30 novembre 1956  | Grande-Bretagne | 2 - 1   | Australie |                                                                          |                                                                          |
| 16h00 (UTC+10:00) |                 | (1 - 0) |           | Melbourne Cricket Ground, Melbourne Arbitrage : Gian Singh / B. N. Ghosh | Melbourne Cricket Ground, Melbourne Arbitrage : Gian Singh / B. N. Ghosh |

### Groupe C

#### Classement
| Rang | Équipe                     | Pts | J | G | N | P | Bp | Bc | Diff |
| ---- | -------------------------- | --- | - | - | - | - | -- | -- | ---- |
| 1    | Pakistan                   | 6   | 3 | 2 | 1 | 0 | 7  | 1  | +6   |
| 2    | Équipe unifiée d'Allemagne | 4   | 3 | 1 | 2 | 0 | 5  | 4  | +1   |
| 3    | Nouvelle-Zélande           | 2   | 3 | 1 | 0 | 2 | 8  | 10 | -2   |
| 4    | Belgique                   | 1   | 3 | 0 | 1 | 2 | 0  | 5  | -5   |

#### Matchs
| 23 novembre 1956  | Pakistan | 2 - 0   | Belgique |                                                                               |                                                                               |
| 16h00 (UTC+10:00) |          | (1 - 0) |          | Melbourne Cricket Ground, Melbourne Arbitrage : M. G. Cowlishaw / J. McDowell | Melbourne Cricket Ground, Melbourne Arbitrage : M. G. Cowlishaw / J. McDowell |

| 24 novembre 1956  | Équipe unifiée d'Allemagne | 5 - 4   | Nouvelle-Zélande |                                                                          |                                                                          |
| 14h30 (UTC+10:00) |                            | (3 - 3) |                  | Melbourne Cricket Ground, Melbourne Arbitrage : Gian Singh / B. N. Ghosh | Melbourne Cricket Ground, Melbourne Arbitrage : Gian Singh / B. N. Ghosh |

| 27 novembre 1956  | Pakistan | 5 - 1   | Nouvelle-Zélande |                                                                           |                                                                           |
| 14h30 (UTC+10:00) |          | (2 - 0) |                  | Melbourne Cricket Ground, Melbourne Arbitrage : J. McDowell / A. G. Cowan | Melbourne Cricket Ground, Melbourne Arbitrage : J. McDowell / A. G. Cowan |

| 27 novembre 1956  | Équipe unifiée d'Allemagne | 0 - 0   | Belgique |                                                                       |                                                                       |
| 16h00 (UTC+10:00) |                            | (0 - 0) |          | Melbourne Cricket Ground, Melbourne Arbitrage : A. Atkins / R. Hansen | Melbourne Cricket Ground, Melbourne Arbitrage : A. Atkins / R. Hansen |

| 29 novembre 1956  | Pakistan | 0 - 0   | Équipe unifiée d'Allemagne |                                                                         |                                                                         |
| 14h30 (UTC+10:00) |          | (0 - 0) |                            | Melbourne Cricket Ground, Melbourne Arbitrage : A. Atkins / J. McDowell | Melbourne Cricket Ground, Melbourne Arbitrage : A. Atkins / J. McDowell |

| 29 novembre 1956  | Nouvelle-Zélande | 3 - 0   | Belgique |                                                                          |                                                                          |
| 16h00 (UTC+10:00) |                  | (1 - 0) |          | Melbourne Cricket Ground, Melbourne Arbitrage : Gian Singh / B. N. Ghosh | Melbourne Cricket Ground, Melbourne Arbitrage : Gian Singh / B. N. Ghosh |

## Phase finale
|  | Demi-finales                        | Demi-finales                        |                        |   | Finale                              | Finale                              |
|  | Demi-finales                        | Demi-finales                        |                        |   | Finale                              | Finale                              |
|  |                                     |                                     |                        |   |                                     |                                     |
|  | 3 décembre 1956 à 14h30 (UTC+10:00) | 3 décembre 1956 à 14h30 (UTC+10:00) |                        |   | 6 décembre 1956 à 14h30 (UTC+10:00) | 6 décembre 1956 à 14h30 (UTC+10:00) |
|  | 3 décembre 1956 à 14h30 (UTC+10:00) | 3 décembre 1956 à 14h30 (UTC+10:00) |                        |   | 6 décembre 1956 à 14h30 (UTC+10:00) | 6 décembre 1956 à 14h30 (UTC+10:00) |
|  | Inde                                | 1                                   |                        |   | 6 décembre 1956 à 14h30 (UTC+10:00) | 6 décembre 1956 à 14h30 (UTC+10:00) |
|  | Inde                                | 1                                   |                        |   | 6 décembre 1956 à 14h30 (UTC+10:00) | 6 décembre 1956 à 14h30 (UTC+10:00) |
|  | Équipe unifiée d'Allemagne          | 0                                   |                        |   | 6 décembre 1956 à 14h30 (UTC+10:00) | 6 décembre 1956 à 14h30 (UTC+10:00) |
|  | Équipe unifiée d'Allemagne          | 0                                   | Inde                   | 1 |                                     |                                     |
|  | 3 décembre 1956 à 16h00 (UTC+10:00) |                                     | Inde                   | 1 |                                     |                                     |
|  |                                     | Pakistan                            | 0                      |   |                                     |                                     |
|  | Pakistan                            | Pakistan                            | 0                      | 3 |                                     |                                     |
|  | Pakistan                            |                                     |                        | 3 |                                     |                                     |
|  | Grande-Bretagne                     | 2                                   |                        |   |                                     |                                     |
|  | Grande-Bretagne                     | 2                                   | Match pour la 3e place |   |                                     |                                     |
|  |                                     |                                     |                        |   |                                     |                                     |
|  | 6 décembre 1956 à 16h00 (UTC+10:00) |                                     |                        |   |                                     |                                     |
|  |                                     |                                     |                        |   |                                     |                                     |
|  | Équipe unifiée d'Allemagne          | 3                                   |                        |   |                                     |                                     |
|  | Équipe unifiée d'Allemagne          | 3                                   |                        |   |                                     |                                     |
|  | Grande-Bretagne                     | 1                                   |                        |   |                                     |                                     |
|  | Grande-Bretagne                     | 1                                   |                        |   |                                     |                                     |

### Demi-finales
| 3 décembre 1956   | Inde | 1 - 0   | Équipe unifiée d'Allemagne |                                                                         |                                                                         |
| 14h30 (UTC+10:00) |      | (0 - 0) |                            | Melbourne Cricket Ground, Melbourne Arbitrage : A. Atkins / J. McDowell | Melbourne Cricket Ground, Melbourne Arbitrage : A. Atkins / J. McDowell |

| 3 décembre 1956   | Pakistan | 3 - 2   | Grande-Bretagne |                                                                         |                                                                         |
| 16h00 (UTC+10:00) |          | (3 - 1) |                 | Melbourne Cricket Ground, Melbourne Arbitrage : V. T. Duray / R. Hansen | Melbourne Cricket Ground, Melbourne Arbitrage : V. T. Duray / R. Hansen |

### Match pour la3eplace
| 6 décembre 1956   | Équipe unifiée d'Allemagne | 3 - 1   | Grande-Bretagne |                                                                          |                                                                          |
| 14h30 (UTC+10:00) |                            | (2 - 1) |                 | Melbourne Cricket Ground, Melbourne Arbitrage : Gian Singh / B. N. Ghosh | Melbourne Cricket Ground, Melbourne Arbitrage : Gian Singh / B. N. Ghosh |

### Finale
| 6 décembre 1956   | Inde                     | 1 - 0   | Pakistan |                                                                               |                                                                               |
| 16h00 (UTC+10:00) | Randhir Singh Gentle 38e | (0 - 0) |          | Melbourne Cricket Ground, Melbourne Arbitrage : M. G. Cowlishaw / J. McDowell | Melbourne Cricket Ground, Melbourne Arbitrage : M. G. Cowlishaw / J. McDowell |

## Médaillés
| Épreuves         | Or | Argent | Bronze |
| ---------------- | --- | --- | --- |
| Tournoi masculin | Inde Leslie Claudius Ranganathan Francis Haripal Kaushik Amir Kumar Raghbir Lal Shankar Lakshman Govind Perumal Amit Singh Bakshi Balkishan Singh Grewal Raghbir Singh Bhola Bakshish Singh Balbir Singh Gurdev Singh Hardyal Singh Garchey Randhir Singh Gentle Udham Singh Charles Stephen | Pakistan Mushtaq Ahmad Noor Alam Khursheed Aslam Manzoor Hussain Atif Naseer Bunda Munir Dar Akhtar Hussain Zakir Hussain Anwar Khan Habib Ali Kiddie Motiullah Abdul Rashid Ghulam Rasul Latif-ur-Rehman Abdul Waheed | Équipe unifiée d'Allemagne Günther Brennecke Hugo Budinger Werner Delmes Hugo Dollheiser Eberhard Ferstl Alfred Lücker Helmut Nonn Wolfgang Nonn Heinz Radzikowski Werner Rosenbaum Günther Ullerich |